# Cha Ye-ryun
Cha Ye-ryun (koreanisch 차예련; eigentlich Park Hyun-ho (koreanisch 박현호); * 16. Juli 1985 in Seoul) ist eine südkoreanische Schauspielerin.

## Leben
Nach ihrem Abschluss an der Sangmyung High School in ihrer Heimatstadt Seoul gab Cha Ye-ryun 2005 ihr Debüt als Schauspielerin in einer tragenden Rolle im Horrorfilm Voice. Es folgten größere Nebenrollen und Hauptrollen in den Filmen A Bloody Aria (2006), Muoi: The Legend of a Portrait (2007) und Do Re Mi Fa So La Ti Do (2008). 2007 spielte Cha in Cruel Love ihre erste Rolle in einer Fernsehserie. Für ihren Auftritt in der Serie Working Mom wurde sie 2008 mit dem New Star Award der SBS Drama Awards ausgezeichnet.
2011 spielte Cha eine der Hauptrollen in der Tragikomödie Little Black Dress und war als Wissenschaftlerin Hyeon-jeong im Monsterfilm Sector 7 zu sehen. Seit 2014 betätigt sie sich vorwiegend als Fernsehdarstellerin. Für ihre Rolle als Han Yu-jin (Janice) in der von 2019 bis 2020 erstausgestrahlten Serie Gracious Revenge wurde Cha 2019 mit einem KBS Drama Award in der Kategorie Actress in a Daily Drama ausgezeichnet. Dieselbe Auszeichnung erhielt sie 2022 für ihre Verkörperung der Hauptfigur Yoo Soo-Yeon in Gold Mask.
Cha ist seit 2017 mit dem Schauspieler Joo Sang-wook verheiratet, das Paar hatte sich 2015 während der Dreharbeiten zur Fernsehserie Glamorous Temptation kennengelernt. 2018 kam die gemeinsame Tochter zur Welt.

## Filmografie (Auswahl)
- 2005: Voice (Yeogo goedam 4: Moksori)
- 2006: A Bloody Aria (Guta Yubalja-deul)
- 2007: Muoi: The Legend of a Portrait (Meu-i)
- 2007: Cruel Love (Motdoen Sarang; Fernsehserie, 20 Folgen)
- 2008: Do Re Mi Fa So La Ti Do (Doremipasollasido)
- 2008: Working Mom (Woking Mam; Fernsehserie, 16 Folgen)
- 2008: Star’s Lover (Seutaui Yeonin; Fernsehserie, 20 Folgen)
- 2009: Style (Seutail; Fernsehserie, eine Folge)
- 2009: Invincible Lee Pyung Kang (Cheonhamujeok I Pyeong-gang; Fernsehserie, 16 Folgen)
- 2011: Little Black Dress (Mai Beulraek Minideureseu)
- 2011: Sector 7 (Chil Gwanggu)
- 2011: Royal Family (Royeol Paemilli; Fernsehserie, 18 Folgen)
- 2013: Golden Rainbow (Hwanggeum Mujigae; Fernsehserie, 41 Folgen)
- 2014: The Plan Man (Peulraenmaen)
- 2014: The Tenor – Lirico Spinto (Deo Teneo – Ririko Seupinto)
- 2014: My Lovely Girl (Naegen Neomu Sarangseureoun Geunyeo; Fernsehserie, 16 Folgen)
- 2015: Glamorous Temptation (Hwaryeohan yuhok; Fernsehserie, 50 Folgen)
- 2019: Perfume (Peopyum; Fernsehserie, 32 Folgen)
- 2019–2020: Gracious Revenge (Uahan Monyeo; Fernsehserie, 103 Folgen)
- 2022: Gold Mask (Hwanggeum Gamyeon; Fernsehserie, 100 Folgen)
- 2023: Battle for Happiness (Haengbokbaeteul; Fernsehserie, 16 Folgen)